# 神堂あらし
神堂 あらし（しんどう あらし、9月19日）は、日本の漫画家。女性。

## 作品一覧

### 連載作品
- 魔界戦記ディスガイア（2003年、コミックZERO-SUM、一迅社）
単行本全1巻 2003年12月24日発売 ISBN 4-7580-5056-2
- 学天の嵐（2005年 - 2007年、コミックZERO-SUM、一迅社）
単行本
  1. 2006年10月25日発売 ISBN 4-7580-5249-2
  2. 2007年10月25日発売 ISBN 978-4-7580-5313-6
- Leader's High!（2006年 - 2007年、FlexComixブラッド、ソフトバンククリエイティブ）
単行本全1巻 2007年5月10日発売 ISBN 978-4-7973-4226-0
- すもも★あんみつ（2006年 - 2008年、まんが4コマKINGSぱれっと、一迅社）
単行本
  1. 2008年2月22日発売 ISBN 978-4-7580-8007-1
  2. 2009年1月22日発売 ISBN 978-4-7580-8025-5
- もののふことはじめ（2007年 - 2009年、まんがホーム、芳文社）
単行本全1巻 2009年5月7日発売 ISBN 978-4-8322-6743-5
- 御奉仕! すずらん組（2006年、まんがタイムきららキャラット、芳文社）
- フリーマップ（2008年 - 2010年、まんがぱれっとLite、一迅社）
単行本
  1. 2009年6月22日発売 ISBN 978-4-7580-8046-0
  2. 2010年6月22日発売 ISBN 978-4-7580-8083-5
- M-one（2009年 - 2010年、まんが4コマKINGSぱれっと、一迅社）
単行本全1巻 2010年5月22日発売 ISBN 978-4-7580-8081-1
- おしのびっつ!（2009年 - 2012年、まんがホーム、芳文社）
単行本
  1. 2011年1月7日発売 ISBN 978-4-8322-6925-5
- 咲丘TVショー（2011年 - 2014年、まんがライフMOMO、竹書房）
単行本全二巻
  1. 2013年7月26日発売 ISBN 978-4-8124-8361-9
  2. 2014年11月10日付発行ISBN 978-4-8019-5013-9
- 日下部くんanother（2012年 - 2013年 、まんがタイムジャンボ、芳文社） - ゲスト（読切）扱いで長期間連続掲載されていた。
- 先生ロックオン!（2012年 - 2015年 、まんがライフオリジナル、竹書房）
単行本全二巻
  1. 2014年10月11日付発行 ISBN 978-4-8124-8793-8
  2. 2015年12月1日付発行 ISBN 978-4-8019-5397-0

  - 先生ロックオン! 2nd(まんがライフオリジナル、竹書房)
単行本全二巻
    1. 2017年7月18日発売 ISBN 978-4-8019-5993-4
    2. 2017年11月27日発売 ISBN 978-4-8019-6450-1
- お隣さんゲーム（2013年 - 、まんがタイムジャンボ、芳文社）
単行本
  1. 2015年1月7日発売 ISBN 978-4-8322-5353-7

### 読み切り
- まいどる（コミックエール、芳文社）
- 酔いどれナイツ〜リターンズ〜（まんがライフMOMO、竹書房）